# Liste des épisodes de New York Police Blues

Cette page recense la liste des épisodes de la série télévisée New York Police Blues.

## Première saison (1993-1994)
1. Un flic abattu (Pilot)
2. Drôle d'embrouille (4B or not 4B)
3. Une rancune tenace (Brown Appetit)
4. Réhabilitation (True Confessions)
5. Tous les moyens sont bons (Emission Accomplished)
6. Hors-jeu (Personal Foul)
7. Lou y es-tu ? (NYPD Lou)
8. Une tempête dans un verre d'eau (Tempest in a C-Cup)
9. La Vendetta (Ice Follies)
10. L'oscar est attribué à ... (Oscar, Meyer, Weiner)
11. Le Lapin de Noël (From Hare to Eternity)
12. Un otage sur le toit (Up on the Roof)
13. Maldonne pour la madone (Abandando Abandoned)
14. La Confiance (Jumpin' Jack Fleischman)
15. Intuition (Steroid Roy)
16. Drôle d'oiseau (A Sudden Fish)
17. Mort d'un enfant (Black Men Can Jump)
18. Des « Olivia » au dessert (Zeppo Marks Brothers)
19. La Chute des corps (Serge the Concierge)
20. T'en fais trop Charlie ! (Good Time Charlie)
21. En mon âme et conscience (Guns 'n Rosaries)
22. La vie continue (Rockin' Robin)

## Deuxième saison (1994-1995)
1. Tribulations dans la police (Trials and Tribulations)
2. L’Étau (For Whom the Skell Rolls)
3. Meurtre à Chinatown (Cop Suey)
4. Disparitions (Dead and Gone)
5. Retour aux sources (Simone Says)
6. On apprend à se connaître (The Final Adjustment)
7. Responsable et criminel (Double Abandando)
8. La Femme calcinée (You Bet Your Life)
9. New York, quatre heures du matin (Don We Now Our Gay Apparel)
10. Manœuvres souterraines (In the Butt Bob)
11. L’Étrangleur (Vishy Vashy Vinnie)
12. Copains d’enfance (Large Mouth Bass)
13. Partie de campagne (Travels with Andy)
14. Déchéance (A Murder with Teeth in It)
15. Bombes en série (Bombs Away)
16. Les Couleurs du taggeur (UnAmerican Graffiti)
17. La confiserie, c’est pas du gâteau (Dirty Socks)
18. Meurtres en série (Innuendo)
19. Tout feu, tout flamme (Boxer Rebellion)
20. Qui a tué Lenny ? (The Bookie and the Kooky Cookie)
21. Une affaire de viol (The Bank Dick)
22. Soupçons (A.D.A. Sipowicz)

## Troisième saison (1995-1996)
1. On a tiré sur Martinez (E.R.)
2. Tora ! Tora ! Tora ! (Torah! Torah! Torah!)
3. Une grande famille (One Big Happy Family)
4. L’honneur peut attendre (Heavin' Can Wait)
5. Linge sale en famille (Dirty Laundry)
6. Russell connaît son métier (Curt Russell)
7. L’Enlèvement (Aging Bull)
8. Double Jeu (Cold Heaters)
9. Fausses Pistes (Sorry, Wong Suspect)
10. Frères de sang (The Backboard Jungle)
11. La Licorne bleue (Burnin' Love)
12. Meurtre à rebondissement (These Old Bones)
13. Dollars à gogo (A Tushful of Dollars)
14. Le Cannibale (The Nutty Confessor)
15. Casse-tête (Head Case)
16. Solidarité féminine (Girl Talk)
17. Hollie et le poisson-lune (Hollie and the Blowfish)
18. Un cercueil pour l’usurier (We Was Robbed)
19. Les Bijoux de la tante (Auntie Maimed)
20. L’Arrêt de mort (A Death in the Family)
21. Hors limites (Closing Time)
22. Cas de conscience (He's Not Guilty, He's My Brother)

## Quatrième saison (1996-1997)
1. Andy n’est pas dans son assiette (Moby Greg)
2. Un bébé disparaît (Thick Stu)
3. Les Innocents (Yes, We Have No Cannolis)
4. Surf sur neige (Where's 'Swaldo?)
5. Arnaque princière (Where'd the Van Gogh?)
6. La Nouvelle (Yes Sir, That's My Baby)
7. La Méprisable Aventure de Ted et Carey (Ted & Carey's Bogus Adventure)
8. Fancy monte au créneau (Unembraceable You)
9. Casse-tête chinois (Caulksmanship)
10. Promotion partiale (My Wild Irish Nose)
11. Alice a disparu (Alice Doesn't Fit Here Anymore)
12. Le Ripou (Upstairs, Downstairs)
13. Tom et Geri (Tom and Geri)
14. Casse et cassettes (A Remington Original)
15. Feux Rouges (Taillight's Last Gleaming)
16. Salade russe (What a Dump!)
17. Maladresses (A Wrenching Experience)
18. Sur le fil du rasoir (I Love Lucy)
19. Valse hésitation (Bad Rap)
20. Émission impossible (Emission Impossible)
21. Rien ne va plus (Is Paris Burning?)
22. Une expérience éprouvante (A Draining Experience)

## Cinquième saison (1997-1998)
1. Le ver est dans le fruit (As Flies to Careless Boys Are We to the Gods / This Bud’s for You)
2. Tout est bien qui finit bien (All’s Wells That Ends Well)
3. Trois Femmes et un berceau (Three Girls and a Baby)
4. La vérité est ailleurs (The Truth is Out There)
5. Une mère donneuse (It Takes a Village)
6. La Conscience tranquille (Dead Man Talking)
7. Tueur à gages (Sheedy Dealings)
8. Le Désespoir d’Israël - 1re partie (Lost Israel - Part 1)
9. Le Désespoir d’Israël - 2e partie (Lost Israel - Part 2)
10. Souvenirs de jeunesse (Remembrance of Humps Past)
11. Meurtre en sous-sol (You're Under a Rasta)
12. Une sombre histoire de boîte (A Box of Wendy)
13. Double Vue (Twin Petes)
14. Quand la haine tue (Weaver of Hate)
15. Le fou, le flic et l’infirmière (Don't Kill the Messenger)
16. Les Choses de la vie (The One That Got Away)
17. Le Toit du monde (Speak For Yourself, Bruce Clayton)
18. Je ne veux pas mourir (I Don't Wanna Dye)
19. Andy passe sur le billard (Prostrate Before the Law)
20. À coup de marteau (Hammer Time)
21. Deux Cadavres pour le prix d’un (Seminal Thinking)
22. Sur de nouvelles bases (Honeymoon at Viagra Falls)

## Sixième saison (1998-1999)
1. Pas de pitié (Top Gum)
2. Fusillade au parking (Cop in a Bottle)
3. La vie est parfois injuste (Numb & Number)
4. Dans l’attente d’un cœur (Brother's Keeper)
5. Cœurs et âmes (Hearts and Souls)
6. Tout nouveau, tout beau (Danny Boy)
7. Le Videur (Czech Bouncer)
8. Comme des gamins (Raging Bulls)
9. Vision fatale (Grime Scene)
10. De quoi je me mêle ? (Show and Tell)
11. La Théorie du big-bang (Big Bang Theory)
12. Dans le cirage (What's Up, Chuck?)
13. Morte par intérim (Dead Girl Walking)
14. Raphaël descend aux enfers (Raphael's Inferno)
15. Un rêve obsédant (I Have a Dream)
16. Les Faux Frères (Tain't Misbehavin)
17. Trou noir (Don't Meth With Me)
18. Le Secret de monsieur Roberts (Mister Roberts)
19. L’Assassin de Dolorès (Judas Priest)
20. Veille d’audience (I'll Draw You a Mapp)
21. Tension à l’audience (Voir Dire This)
22. Justice est faite (Safe Home)

## Septième saison (2000)
1. Le Serpent cracheur (Loogie Nights)
2. Libéré sur parole (A Hole in Juan)
3. L’Homme aux deux chaussures droites (The Man with Two Right Shoes)
4. Des nus et des morts (The Naked are the Dead)
5. Linge sale en famille (These Shoots are Made for Joaquin)
6. Dans la galère (Brothers Under Arms)
7. Jones débarque (Along Came Jones)
8. Tout dans les tripes (Everybody Plays the Mule)
9. Le Mulet (Jackass)
10. La Truffe du chien (Who Murders Sleep)
11. La Mort d’Abner (Little Abner)
12. Bienvenue à New York (Welcome to New York)
13. La Femme en morceaux (The Irvin Files)
14. Désintoxication (Sleep Over)
15. Tenue de soirée (Stressed For Success)
16. Adieu Charlie (Goodbye Charlie)
17. Une femme dans un tonneau (Roll Out the Barrel)
18. Meurtre par dérogation (Lucky Luciano)
19. Thé et sympathie (Tea and Sympathy)
20. Une épouse indigne (This Old Spouse)
21. La Dernière Rafle [1/2] (Bats Off to Larry - Part 1)
22. La Dernière Rafle [2/2] (Bats Off to Larry - Part 2)

## Huitième saison (2001)
1. Règlements de compte (Daveless in New York)
2. Réveil difficile (Waking Up is Hard to Do)
3. Tir à vue (Franco, My Dear, I Don't Give a Damn)
4. Embrouilles familiales (Family Ties)
5. Rififi chez les slaves (Fools Russian)
6. Meurtre en prose (Writing Wrongs)
7. Selon la loi ou hors la loi (In-Laws, Outlaws)
8. La Manière forte (Russellmania)
9. Sous l’emprise du gourou (Oh Golly Goth)
10. La Femme du capitaine (In the Still of the Night)
11. Le Voyeur (Peeping Tommy)
12. La Livre de chair (Thumb Enchanted Evening)
13. Bon vent, Fancy (Flight of Fancy)
14. Un suspect trop parfait (Nariz a Nariz)
15. Aimer fait souffrir (Love Hurts)
16. Faux-semblants (Everyone Into the Poole)
17. Témoins gênants (Dying to Testify)
18. La Peur au ventre (Lost Time)
19. Belle Dame et Vilains Messieurs (Under Covers)
20. Disparitions (In the Wind)

## Neuvième saison (2001-2002)
1. On a retrouvé Danny Sorenson - 1re partie (Lie Like a Rug - Part 1)
2. Johnny est nommé inspecteur - 2e partie (Johnny Got His Gold - Part 2)
3. Clark, père et fils (Two Clarks In a Bar)
4. Au travail, Clark (Hit the Road, Clark)
5. Aux gendarmes et aux voleurs (Cops and Robber)
6. Désir d’enfant (Baby Love)
7. La Morte du 11 septembre (Mom's Away)
8. Une journée de chien (Puppy Love)
9. Et le fils arriva (Here Comes the Son)
10. Jalousie (Jealous Hearts)
11. Décisions radicales (Humpty Dumped)
12. Oh, maman ! (Oh, Mama)
13. Perversions (Safari, So Good)
14. Fausse Note chez les rappeurs (Hand Job)
15. Les Flammes de l’enfer (Guns & Hoses)
16. La Loi du silence (A Little Dad'll Do Ya)
17. Coup monté (Gypsy Woe's Me)
18. L’Honneur retrouvé (Less is Morte)
19. Déceptions (Low Blow)
20. Ultime Décision (Oedipus Wrecked)
21. Le Grand Saut (Dead Meat in New Deli)
22. Compte à rebours - 1re partie ( Better Laid Than Never - Part 1)
23. Compte à rebours - 2e partie (Better Laid Than Never - Part 2)

## Dixième saison (2002-2003)
1. Coups bas (Ho Down)
2. Une lettre pour vous (You've Got Mail)
3. Une balle mal placée (One in the Nuts)
4. Danger imminent (Meat Me in the Park)
5. Le Voleur de bicyclette (Death by Cycle)
6. L’Erreur de Maya (Maya Con Dios)
7. Coup double (Das Boots)
8. En dessous de la ceinture (Below the Belt)
9. Droit dans le mur (Half-Ashed)
10. Douloureux Souvenirs (Healthy McDowell Movement)
11. Dans le pétrin (I Kid You Not)
12. Conspiration (Arrested Development)
13. Révélation (Bottoms Up)
14. Deux Meurtres commandités (Laughlin All the Way to the Clink)
15. Rébellion chez les travestis (Tranny Get Your Gun)
16. Une vie perdue (Nude Awakening)
17. À bout portant (Off the Wall)
18. Vérités improbables (Marine Life)
19. Coup de théâtre (Meet the Grandparents)
20. Course contre la montre (Maybe Baby)
21. La Vérité à tout prix (Yo, Adrian)
22. La Vengeance (22 Skidoo)

## Onzième saison (2003-2004)
1. Pauvres Enfants (Frickin' Fraker)
2. Le Bon Choix ? (Your Bus, Ted)
3. Témoins à charge (Shear Stupidity)
4. L’Ex-star (Porn Free)
5. Réactions en chaîne (Keeping Abreast)
6. Tension intolérable (Andy Appleseed)
7. La Vie privée d’un flic (It's to Die For)
8. Affabulations (And the Wenner Is...)
9. L’Arnaque (Only Schmucks Pay Income Tax)
10. Compte à rebours (You Da Bomb)
11. Faux Bijoux (Passing the Stone)
12. Délit de fuite (Chatty Chatty Bang Bang)
13. La Main innocente (Take My Wife, Please)
14. La Recrue (Colonel Knowledge)
15. Sans pitié (Old Yeller)
16. Sur la défensive (On the Fence)
17. La Dominatrice (In Goddess We Trussed)
18. Frères ennemis (The Brothers Grim)
19. La Loi de la jungle (Peeler? I Hardly Knew Her)
20. Les Grands Moyens (Traylor Trash)
21. Un prof malsain (What's Your Poison?)
22. Derniers Adieux (Who's Your Daddy?)

## Douzième saison (2004-2005)
1. Un nouveau départ (Dress for Success)
2. Mise à pied (Fish Out of Water)
3. Vengeance du passé (Great Balls of Ire)
4. Séparation de biens (Divorce Detective Style)
5. La Colère de Sipowicz (You're Buggin' Me)
6. Le Revenant (The Vision Thing)
7. Les Ennemis de Medavoy (My Dinner With Andy)
8. Témoin sous surveillance (I Like Ike)
9. Le Sacrifice (The 3-H Club)
10. La Mort du frère (The Dead Donald)
11. Changement de cap (Bale Out)
12. Un homme à femmes (I Love My Wives, But Oh You Kid)
13. Meurtre chez les repentis (Stoli with a Twist)
14. Mort lente (Stratis Fear)
15. La Bomba (La Bomba)
16. Meurtre à l'hospice (Old Man Quiver)
17. Le Blues du sergent Sipowicz (Sergeant Sipowicz' Lonely Hearts Club Band)
18. Meilleures Ennemies (Lenny Scissorhands)
19. Une vraie promotion (Bale to the Chief)
20. Le Nouveau Chef (Moving Day)